# Władysław Taczanowski

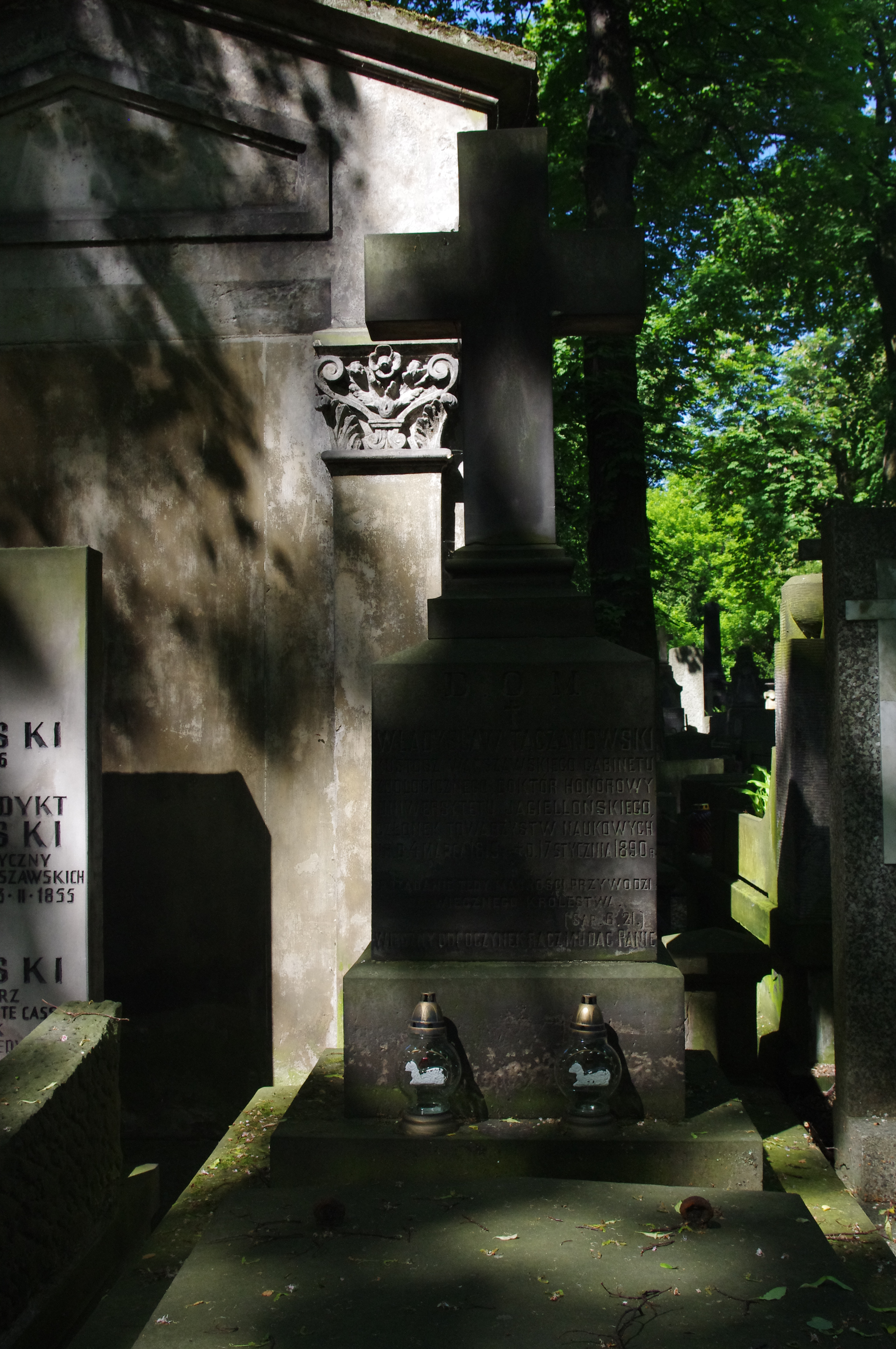
Grób zoologa Władysława Taczanowskiego na cmentarzu Powązkowskim w Warszawie

Władysław Taczanowski (ur. 1 marca 1819 w Jabłonnie k. Lublina, zm. 17 stycznia 1890 w Warszawie) – polski ornitolog.
Pochodził ze starej wielkopolskiej rodziny szlacheckiej Taczanowskich. W młodości studiował w Paryżu. W latach 1840–1855 był domownikiem u biskupa Walentego Baranowskiego

## Życiorys
Od 1855 r. adiunkt i od 1862 r. kierownik (po Feliksie Pawle Jarockim) oraz kustosz Gabinetu Zoologicznego Szkoły Głównej w Warszawie (od 1869 r. Cesarskiego Uniwersytetu Warszawskiego).
W okresie 1860–1890 pracował w muzeach europejskich, m.in. w Wiedniu, Berlinie, Paryżu i Londynie. W latach 1866–1867 przebywał wraz z Antonim Wagą oraz braćmi Aleksandrem i Konstantym Branickimi na wyprawie naukowej (finansowanej przez tych ostatnich) w Algierii. Od 1867 członek ówczesnej algierskiej Académie Hippone (obecnie Université Badji Mokhtar – Annaba) w Bône (Annaba).
Autor ok. 590 prac naukowych i opracowań haseł encyklopedycznych (większość haseł zoologicznych w Encyklopedii powszechnej S. Orgelbranda), m.in.: „O ptakach drapieżnych w Królestwie Polskim pod względem wpływu, jaki wywierają na gospodarstwo ogólne” (1860), „Oologia ptaków polskich” (1862), „Ptaki krajowe” (t. 1–2, 1882), „Spis ptaków Królestwa Polskiego, obserwowanych w ciągu ostatnich lat pięćdziesięciu” (1888). Jego nazwisko wymienione jest w I tomie z 1859 roku na liście twórców zawartości tej encyklopedii.
Opracował opis ornitofauny Ameryki Południowej i Środkowej, m.in.: Peru – „Ornithologie du Pérou”, t. 1–4 (1884–1886).
Na podstawie informacji zebranych przez zesłańców polskich z Syberii, m.in. przez B. Dybowskiego napisał „Faune ornithologique de la Sibérie orientale” (część 1–2, 1891–1894).
Oprócz ptaków interesował się pajęczakami, czego owocem były m.in. prace:
- „Les Aranéides de la Guyane française”, Horae Societatis entomologicae Rossicae (1871),
- „Les Aranéides de la Guyane française”, Horae Societatis entomologicae Rossicae (1873),
- „Les Aranéides du Pérou. Famille des Attidés” (1879).

Doktor honoris causa Uniwersytetu Jagiellońskiego w 1887.
Pochowany na cmentarzu Powązkowskim w Warszawie (kwatera 36-1-27).
Jego imieniem nazwano gatunek z rodzaju aguti: Agouti taczanowskii (Stolzmann, 1865) oraz gatunki ptaków:
- klejnocik Taczanowskiego (Leucippus taczanowskii P.L. Sclater, 1875)
- krótkolotka Taczanowskiego (Bradypterus tacsanowskius Swinhoe, 1871)
- kusacz Taczanowskiego (Nothoprocta taczanowskii P.L. Sclater et Salvin, 1875)
- muchotyranik inkaski (Leptopogon taczanowskii Hellmayr, 1917)
- perkoz Taczanowskiego (Podiceps taczanowskii Berlepsch et Stolzmann, 1894)
- szafranka Taczanowskiego (Sicalis taczanowskii Sharpe, 1888)
- śnieżka białorzytna (Montifringilla taczanowskii Przewalski, 1876)
- trzęsiogon Taczanowskiego (Cinclodes taczanowskii Berlepsch et Stolzmann, 1892)
- zaroślak Taczanowskiego (Atlapetes schistaceus taczanowskii P.L. Sclater et Salvin, 1875) – podgatunek zaroślaka ciemnego

a także nazwy gatunków stosowane przez polskich ornitologów:
- drozd Taczanowskiego (Turdus maranonicus Taczanowski, 1880)
- dzięciolnik Taczanowskiego (Picumnus steindachneri Taczanowski, 1882)
- kapturzyk Taczanowskiego (Thlypopsis inornata Taczanowski, 1879)
- koronówka Taczanowskiego (Basileuterus trifasciatus Taczanowski, 1881)
- ogończyk Taczanowskiego (Synallaxis maranonica Taczanowski, 1879)
- oliwiak Taczanowskiego (Tolmomyias policephalus Taczanowski, 1884)
- świerszczak Taczanowskiego (Locustella pleskei Taczanowski, 1889)
- ziarnojadek Taczanowskiego (Sporophila simplex Taczanowski, 1874)
- bekas Taczanowskiego (Gallinago paraguaiae andina Taczanowski, 1875) – podgatunek bekasa jasnolicego
- ciszek Taczanowskiego (Arremon abeillei nigriceps Lesson, 1880) podgatunek ciszka czarnołbistego
- sikora Taczanowskiego (Parus palustris brevirostris Taczanowski, 1872) – podgatunek sikory ubogiej
- tęgoster Taczanowskiego ((Xiphorhynchus erythropygius aequatorialis (Berlepsch et Taczanowski, 1884) – podgatunek tęgostera ciemnogłowego
- tyranik Taczanowskiego (Phaiomyias murina tumbezana Taczanowski, 1877) – podgatunek tyranika mysiego

Władysław Taczanowski jest odkrywcą ponad 40 gatunków i ponad 20 podgatunków ptaków.